# 宣言的知識
宣言的知識（Declarative Knowledge）または記述的知識（Descriptive Knowledge）または命題的知識（Propositional Knowledge）とは、知識の一種であり、宣言的文章（A は B である）や暗示的命題（A ならば B である）の形で表現される。宣言的知識は、「ノウハウ」または手続き的知識や単なる知識（何かの存在についての知識）とは異なる。
知識と信念の違いは何だろうか？ 信念とは、個人の精神に存在する内的な思考や記憶である。多くの人々は、信念が真実であり正当化される限りにおいて知識の一部とみなす。哲学におけるゲティア問題は、信念が知識として受容されるにあたって必要となる条件を問うものである。この問題に関しては認識論の項目が詳しい。

## 知識の獲得
人間は知識を得るために様々な手法を利用する。
1. 推論と論理（他の手法と併用される）
2. 数学的証明
3. 科学的方法
4. 試行錯誤
5. アルゴリズムの適用
6. 経験からの学習
7. 何らかの（宗教、文学、政治、哲学、科学などの）権威に訴える論証
8. 証人の証言を聴く
9. 自然状態の世界を観測する（実験せずに観測によって理解する）
10. 言語、文化、伝統などに固有の知識を獲得する
11. 対話
12. 瞑想による悟り（菩提）
13. 何らかの神聖なものからの啓示

## 知識の分類
知識を分類すると、アプリオリな知識（世界を観察せずとも獲得される知識）とアポステリオリな知識（世界を観察するか、何らかの相互作用をなした時に獲得される知識）がある。
しばしば知識は、他の知識を様々な手法で結合したり拡張することで得られる。アイザック・ニュートンは「私がさらに進んで見ていたとするなら…それは巨人たちの肩の上に載っていたからだ」と書いている（訳注: ここで巨人たちとは過去の著名な科学者などを指す。この言葉は、UKポンドの2ポンド硬貨に刻まれている）。
推論による知識は、事実や他の推論による知識（理論）からの推論に基づいている。そのような知識には、実験によって検証可能なものと不可能なものがある。例えば、原子に関する全ての知識は推論による知識である。事実による知識と推論による知識の違いは一般意味論の規範によって探求されている。

## 様々な分野の知識
知識と見なされる信念を生成する学問分野は多々ある。科学的理論を生成する科学、評決を生成する法学、歴史を生成する歴史学、証明を生成する数学などである。

### 科学と工学の知識
科学者は科学的方法を通して知識を得ようとする。その手法は、まず興味深い現象を探し、そこに疑問を呈するところから始まる。科学者はその後興味深い疑問を選び、それまでの知識に基づいて仮説を構築する。その後、実世界で仮説を検証するための制御された実験方法を設計する。さらに科学者は実験結果を仮説に基づいて予測する。
この時点で科学者は実験を実施し、予測と観測結果を比較する。実験に問題がないと仮定して、予測と結果が合致すれば仮説への証拠となる。合致しなかった場合、仮説は修正される。次に同僚によるレビューと発表を行い、それによって他の科学者と結果を共有する。
仮説は、何らかの物理現象を説明する正確かつ信頼できる予測で示され、十分に検証された後に科学的理論となるだろう。科学的理論は一般に知識とみなされるが、あらたなデータが出てきたときに修正される可能性が常にある。
科学的理論を使うためには、特定の状況に個別に適用されなければならない。例えば、土木工学者は物理学の一部である静力学の理論を使って橋が持ち上がるかどうかを決定するだろう。これは科学的知識を個別の状況に特殊化することによって新たな知識が生成されるケースの一例である。

### 歴史の知識
科学的方法は歴史（あるいは、考古学）には適用されない。なぜなら、理論を検証するための「実験」を行えないからである。ある歴史学者が、ゲプハルト・レベレヒト・フォン・ブリュッヘルがワーテルローの戦いに到着するのが1時間遅れていたら、ナポレオンが勝っていたと信じていたとしよう。その歴史学者はその戦いを再現することはできないし、異なった条件で何が起きるかを見てみることはできないのである。
さらに、科学的方法は基本的に調査一般の帰納的アプローチの応用である。このアプローチは自然界の真理の探究（物理学、化学など）には適しているが、歴史などの目的論的な社会科学には不適切である。人間の関係には一定の部分はなく、計り知れない不定の主体的評価だけがある。電子は同じ条件下では同じように振舞うが、人間はそうではない。人が違えば反応は変わるし、同じ人でも時によって反応が変わることもある。そのため、人間の行動をいくら観測しても、見せ掛けの推論しかできない。多くの人間は、貧乏よりも富、死よりも生を好むものだが、そこから人類の不変の法則を推定することは不適切かもしれない。
歴史学者はしばしば、同じ史実について同じ一次資料を読んでいても、異なった歴史解釈を生成する。異なった解釈は他の歴史学者から歴史修正主義の烙印を押されるのが常である。これは社会科学者としての歴史学者が史実を解釈する際に常に関連性の主観的判断をしなければならないためである。

## 問題
知識、確実性、真実を構成するものは何かという問題は議論が続いている。これらの問題を論じるのは、哲学者、社会科学者、歴史学者などである。ルートヴィヒ・ウィトゲンシュタインは、この問題（知識と確実性の関係）に関する格言を集めた "On Certainty" を著した。彼の考え方を受け継いだ流れは Philosophy of action という一分野を形成するようになったのである。
客観性、妥当性などの問題も含めて、知識や真実を定義しようとすると様々な問題が生じる。真偽がどうか不明であるため、信念も問題の多い概念であり、それを論理で妥当に表現できない。

## 非科学的手法
一部の人々は、科学が彼らの住む物理世界について実際には何も教えてくれないと主張する。彼らは世界は科学では解釈できないと主張し、宗教、神秘体験、文学的脱構築などによる知識獲得をよしとする。

## 知識獲得の現実的限界
我々が知識とするものは、従来からの権威のある情報源や科学的情報源に基づいた推論の組み合わせから生じている。そのような知識の多くは検証不可能であり、もし検証方法があったとしても、それが非常に危険だったりコストがかかったりする。実際、宇宙の性質に関する物理学の理論（超弦理論など）を検証するのに必要な実験施設は、現在の技術レベルでは構築不能である。そのような理論は科学的理論であり、検証や反駁を受けるのが原則であるため、実験で証明できない理論は確かな知識とは見なされない。むしろ、そのような理論の存在そのものは確かな知識であるが、その理論が意味するところは確かな知識ではないと言える。
「人間が知識を獲得する3つの方法 — 権威、推論、実験 — のうち、実験だけが実効性があり、知性に平和をもたらしてくれる」（ロジャー・ベーコン、近代科学の先駆者）